# Vila Imperial de Katsura

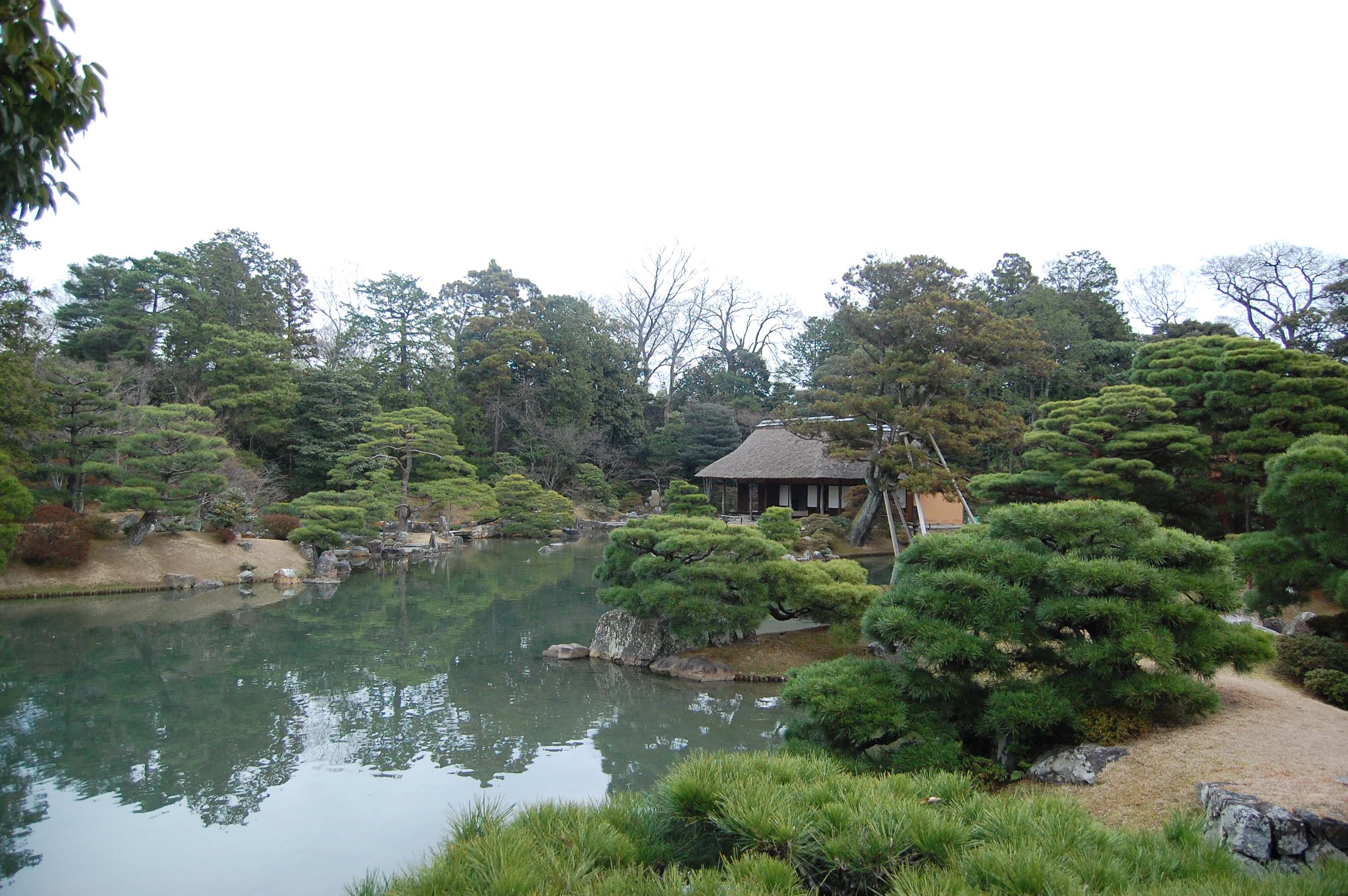

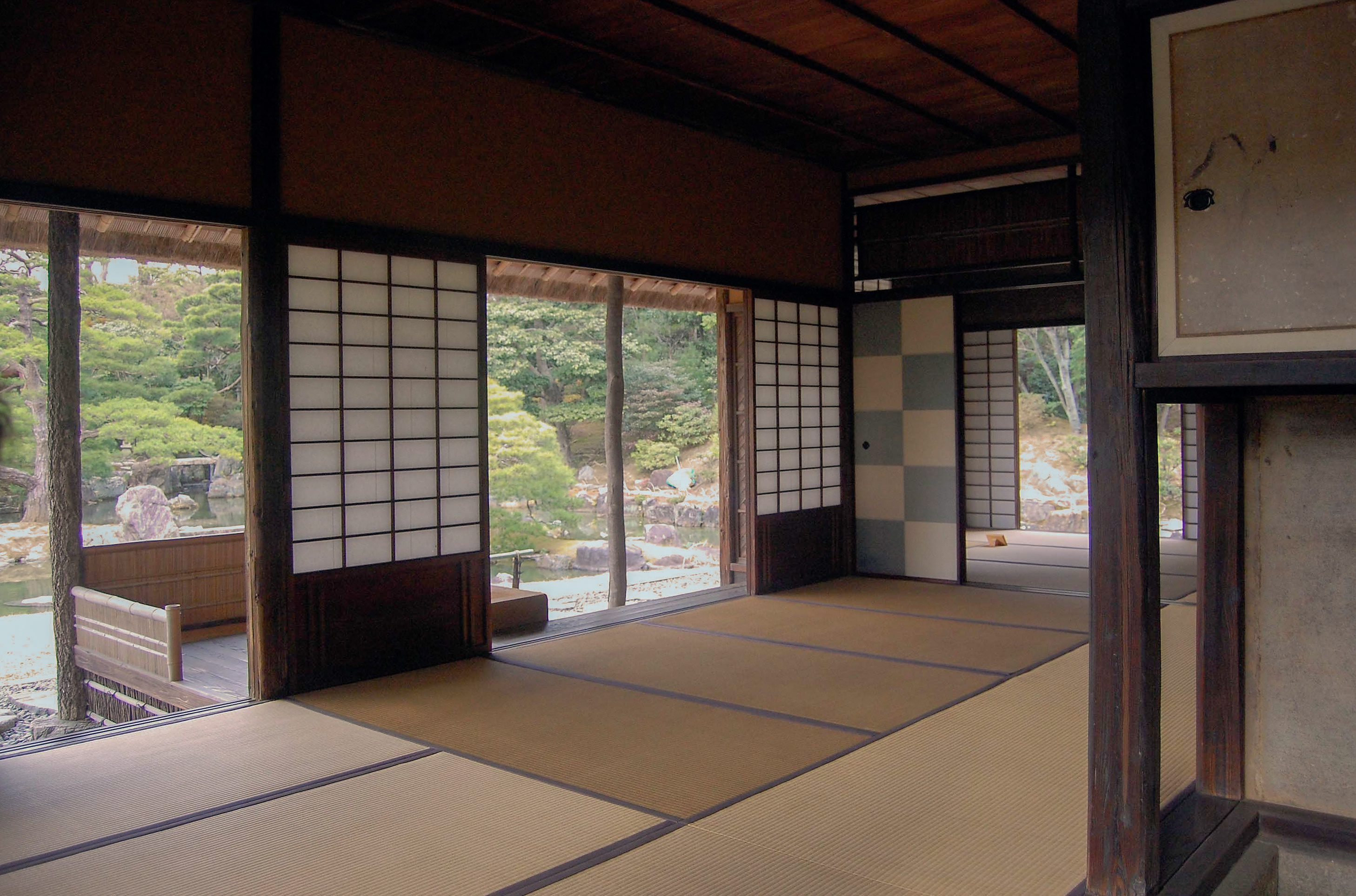

A Vila Imperial de Katsura (桂離宮, Katsura Rikyū), ou Palácio Separado de Katsura, é uma vila com jardins e anexos associados nos subúrbios do oeste de Kyoto, Japão (em Nishikyo-ku, separado do Palácio Imperial de Kyoto). É um dos tesouros culturais de grande escala mais importantes do Japão.
Os jardins são obras-primas da jardinagem japonesa e as construções, os maiores empreendimentos da arquitetura japonesa. O palácio possui um shoin, uma casa de chá e jardins para passeios. Além disso, providencia uma inestimável janela para vilas de príncipes do período Edo. 
O palácio pertencia anteriormente aos príncipes da família Hachijo-no-miya (八条宮). A Agência da Casa Imperial o administra e aceita visitantes por encontros marcados.
Uma réplica do palácio foi construída no Parque do Ibirapuera por ocasião de sua inauguração em 1954, atração hoje conhecida como Pavilhão Japonês.